# Hrabstwo Cumberland (Pensylwania)
Cumberland – hrabstwo w stanie Pensylwania w USA. Populacja liczy 235 406 mieszkańców (stan według spisu z 2010 roku).
Powierzchnia hrabstwa to 1427 km² (w tym 3 km² stanowią wody). Gęstość zaludnienia wynosi 27,4 osoby/km².

## Miejscowości

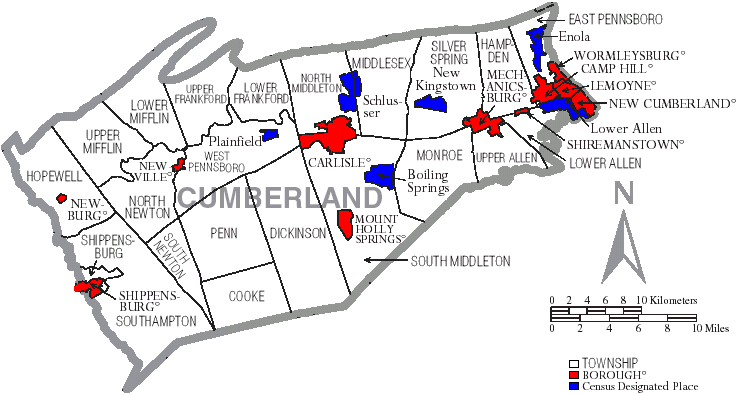
Rozmieszczenie miast i Broughs na mapie hrabstwa

### Boroughs
| - Camp Hill - Carlisle - Lemoyne - Mechanicsburg | - Mount Holly Springs - New Cumberland - Newburg - Newville | - Shippensburg - Shiremanstown - Wormleysburg |